# Weltjugendtag 1989
Der Weltjugendtag 1989 war eine von der römisch-katholischen Kirche organisierte internationale Veranstaltung für junge Katholiken aus aller Welt, die am 19. und 20. August 1989 in der spanischen Stadt Santiago de Compostela stattfand. Er fand als erster Weltjugendtag nicht am Palmsonntag, sondern mitten im Sommer statt, und war der erste europäische Weltjugendtag außerhalb Roms. Die Veranstaltung wurde von 600.000 Personen besucht.

## Motto und Logo
Der IV. Internationale Weltjugendtag 1989 stand unter dem Motto Ich bin der Weg, die Wahrheit und das Leben. (Joh 14,6 ) Das Logo der Veranstaltung bestand aus einem blauen Kreis, der von den Worten des Mottos umgeben war. Der Kreis war von einem Band mit Muscheln durchschnitten. Die Muscheln spielen auf die Legende von der Entdeckung des Grabes des heiligen Jakobus an und sind heute Zeichen der Pilger und Pilgerwege nach Santiago de Compostela.

## Ablauf
Viele Teilnehmer erreichten den Veranstaltungsort, indem sie über den Camino de Santiago pilgerten.
In Santiago de Compostela wurden zum ersten Mal Katechesen organisiert. Diese fanden am 19. August 1989 zu den Themen Christus ist der Weg, Christus ist die Wahrheit und Christus ist das Leben statt, die sich am Motto des Weltjugendtages orientierten. Verantwortlich für die Organisation der Katechesen waren Chiara Lubich, die Gründerin der ökumenischen Fokolarbewegung, die Erzbischöfe Carlo Maria Martini und Antonio Lanfranchi sowie der Bischof Massimo Camisasca.
Die Abschlussvigil und der Abschlussgottesdienst mit Papst Johannes Paul II. fanden auf dem Monte do Gozo, einem fünf Kilometer vom Stadtzentrum entfernt liegenden Berg, statt. An diesem Platz wurde später ein Denkmal zur Erinnerung an den Papstbesuch und die Ankunft des Franz von Assisi im 13. Jahrhundert errichtet.